# Palaeosaurus
Nhiều chi động vật tiền sử khác nhau đã được đặt tên là Palaeosaurus hay Paleosaurus từ những năm 1830. Tất cả những loài này đều ít được biết đến và hai tên này thường được dùng thay thế với nhau.

## Danh sách
- Palaeosaurus (không có tên loài) – một cá sấu teleosauridae. Có lẽ là đồng nghĩa của Aeolodon.
- "Palaeosaurus" cylindrodon – một archosauria không rõ ràng (sau đó được tái danh Palaeosauriscus cylindrodon)
- "Palaeosaurus" diagnosticus – một khủng long prosauropoda; đồng nghĩa của Efraasia
- "Palaeosaurus" fraserianus – một phytosauria không rõ ràng
- "Palaeosaurus" platyodon – một phytosauria không rõ ràng
- "Palaeosaurus" stricklandi – một phytosauria không rõ ràng